# Karl Berger (Tiermediziner)
Karl Wilhelm Heinrich Berger (* 24. Dezember 1885 in Bromberg; † 12. Januar 1952 in Plön) war ein deutscher Generalveterinär der Wehrmacht.

## Leben
Karl Berger wurde 1910 in Berlin approbiert und am 23. Mai 1911 in der Armee zum Veterinär befördert. 1913 war er im Ulanen-Regiment 14. Bis Kriegsende wurde er noch Oberveterinär (Beförderung am 20. Mai 1914 beim UR 14).
Nach dem Krieg diente er in der Reichswehr. Ab Januar 1921 war er als Stabsveterinär (Beförderung am 24. Juli 1920) Regiments-Veterinär des 8. Infanterie-Regiments. Am 1. Januar 1928 wurde er hier zum Oberstabsveterinär befördert. 1938 wurde er als Oberstveterinär (Beförderung am 1. April 1936) Divisionsveterinär der 11. Infanterie-Division. Am 10. November 1938 wurde er geschäftsführender Korpsveterinär im Generalkommando der Grenztruppen Saarpfalz. 1939 wurde er mit dem Charakter als Generalveterinär aus der Armee entlassen und kehrte nach Kriegsbeginn wieder als Korpsveterinär zum inzwischen umbenannten XXIV. Armeekorps zurück. Ab dem 15. Dezember 1940 war er in der gleichen Funktion beim L. Armeekorps und ab 15. Februar 1941 LIII. Armeekorps. Ab dem 10. Dezember 1941 war er in der Veterinär-Ersatz-Abteilung 3. Am 1. Dezember 1942 wurde er zum Generalveterinär befördert und am 31. Dezember 1942 wurde die mobile Verwendung aufgehoben. Am 31. August 1943 folgte dann die Aufhebung der z. V.-Stellung.